# Chitan
Chitan (arabisch ختان, DMG ḫitān) oder Chatna (ختنة, DMG ḫatna) ist die arabische Bezeichnung für die religiöse und traditionelle Beschneidung im Islam. Der Islam ist die weltweit größte religiöse Gruppe, die die Zirkumzision durchführt, jedoch wird diese auch von anderen Religionen und Kulturen wie dem Judentum praktiziert. Vergleichbar, jedoch nicht identisch, ist die von den Juden praktizierte Brit Mila. Die Beschneidung wird im Koran nicht explizit erwähnt, gilt jedoch als eine sogenannte Sunna und wird in den Hadithen (gewohnte Handlungsweise, Brauch, überlieferte Norm) erwähnt und ist somit eine „nachzuahmende Tradition“ der abrahamitischen Propheten, welche es zu befolgen gilt. Grund dafür ist die Tatsache, dass diese Propheten allesamt, mit Ausnahme des Propheten Mohammed, Juden (بني إسرائيل (Banī Isrā'īl) „Söhne Israels“) waren und nach jüdischem Brauch der Brit Mila unterzogen wurden. Laut Überlieferung kam der Prophet Mohammed ohne oder mit einer sehr kurzen Vorhaut zur Welt, oder wurde von seinem Großvater ʿAbd al-Muttalib ibn Hāschim, nach alter arabischer Tradition beschnitten, wie es bereits im vorislamischen Arabien üblich war.

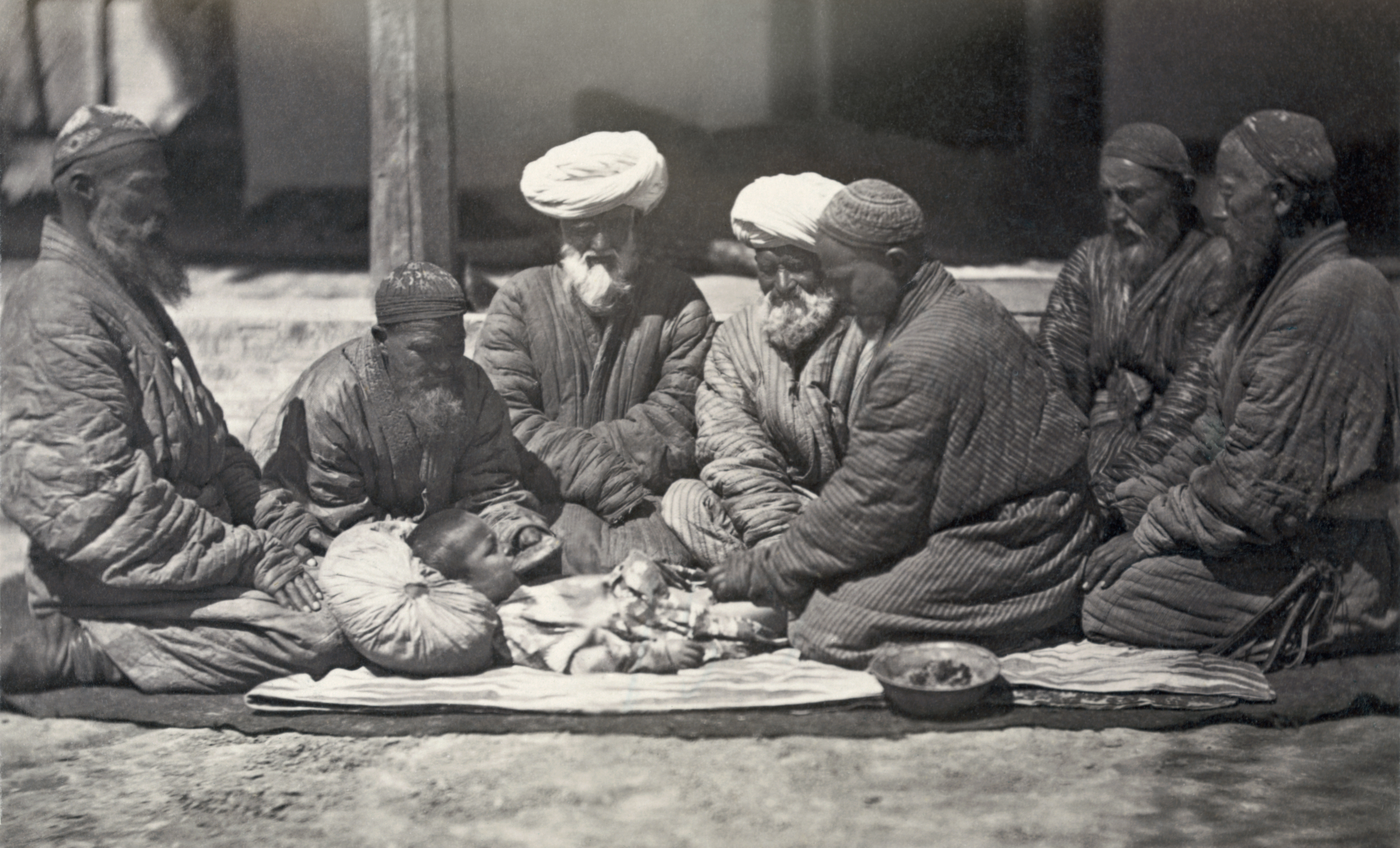
Eine in Zentralasien (möglicherweise in Turkestan) durchgeführte Beschneidung (zirka 1865–1872)

## Rechtslage im Islam
Die islamischen Rechtsschulen (Madhhab) und ihre diesbezügliche Auffassung:
- Im sunnitischen Islam:

Die Hanafiten und Malikiten sehen die Entfernung der Vorhaut des Mannes als einen über das Pflichtmaß hinausgehenden Akt der Gottesverehrung an, mit der Begründung, dass es eine Sunna ist.
Die Schāfiʿiten und Hanbaliten sehen in der Beschneidung eine absolute religiöse Pflicht (Fard).
Im schiitischen Islam:
Die Schiiten betrachten die Beschneidung ebenfalls als eine religiöse Pflicht (wāǧib; farḍ).
- Des Weiteren wird dieser Brauch bei folgenden religiösen Minderheiten durchgeführt: Aleviten, Jesiden und Drusen.[1][2]

Dementsprechend müssen männliche Konvertiten zum Islam diesem Brauch folgen. Ist man allerdings bereits beschnitten, muss man sich – anders als im orthodoxen Judentum, nicht einer symbolischen zweiten Beschneidung („Tippat Dam“, „Hatafat Dam“) unterziehen. Im Gegensatz zur jüdischen Tradition, wo die Beschneidung ein Bund zwischen Gott und den Menschen ist, wird sie im Islam als ein Teil der Sunna des Propheten Mohammed verstanden, der symbolisch die Zugehörigkeit zum Islam ausdrückt.

## Geschichte
Laut islamischer und biblischer (Gen 17,24-26 ) Tradition war der Stammvater Ibrāhīm (Abraham) der Erste, der den Beschneidungsauftrag von Gott vernahm und diesen im hohen Alter von 80 Jahren (biblisch: 99 Jahren) vollzog. Es folgte eine Reihe weiterer Propheten, die dieser Anordnung folgten, unter anderem:
- Mūsā (Moses)
- Dāwūd (David)
- Yūnus (Jonas)
- Yaḥyā (Johannes der Täufer) (bei arabischen Christen, Hanna oder Youhanna)
- ʿĪsā ibn Maryam (Jesus Christus) (bei arabischen Christen Yasū al-Masih)
- Prophet Mohammed

Zur Zeit des Propheten Mohammed wurden Beschneidungen von den meisten arabischen Stämmen praktiziert, einschließlich heidnischer Araber. Nach der Tradition wurde der Prophet Mohammed gefragt, ob ein unbeschnittener Mann die Wallfahrt nach Mekka (Haddsch) antreten könne. Die Antwort darauf lautete: „Nicht, solange er nicht beschnitten ist“. Bekräftigt wird dies von Ibn Qudāma al-Maqdisī in al-Mughni (1/115), wo überliefert wurde, dass es keine Haddsch und kein gültiges Gebet für unbeschnittene Männer gäbe. ʿAlī ibn Abī Tālib wird mit den Worten zitiert: „Wenn ein Mann Muslim wird, muss er sich der Beschneidung unterziehen, sogar wenn er 80 Jahre alt ist“. Während früher Beschneider ohne medizinische Ausbildung oder Barbiere diese Tätigkeit übernahmen, werden in der heutigen Zeit Beschneidungen in Form von Operationen immer häufiger von Ärzten mit örtlicher Betäubung durchgeführt.

## Überlieferungen
„Abraham war in der Tat ein Vorbild an Tugend, gehorsam gegen Allah, aufrecht, und er gehörte nicht zu den Götzendienern“ (Koran, 16:120)
„Abraham wurde im Alter von 80 Jahren beschnitten.“ (Sahīh al-Buchārī, Band 4, Buch 55, Nummer 575)
„Abū Huraira, Allahs Wohlgefallen auf ihm, berichtete: Der Prophet, Allahs Segen und Heil auf ihm, sagte: Zur Fitra (natürlichen Veranlagung) gehören fünf Dinge: Die Beschneidung (der Männer/Jungen), das Abrasieren der Schamhaare, das Schneiden der (Finger- und Fuß-) Nägel, das Auszupfen (bzw. Rasieren) der Achselhaare und das Kurzschneiden des Schnurrbarts.“ (Sahīh Muslim, Buch 2, Nummer 495, 496)
Laut Überlieferung bekräftigt Ibn Qudāma al-Maqdisī in al-Mughni, dass es keine Haddsch und kein gültiges Gebet für unbeschnittene Männer gibt. (Ibn Qudāma al-Maqdisī in al-Mughni (1/115))
„Die Beschneidung ist ein Gesetz für Männer und eine Bewahrung der Ehre für Frauen.“ (Ahmad Ibn Hanbal 5:75; Abu Dawud, Adab 167)
– Hadith
„Unbeschnittenen Männern ist es nicht erlaubt, Tawaf um die Kaaba zu verrichten“. (Wasa'il al-Shia von al-Hurr al-Aamili, Bd. 13, Seite 270).

## Brauchtum und Praxis
Es gibt keine Vorschrift, ob der durchzuführende Operateur selbst ein Muslim sein muss oder nicht, genauso darf eine Zirkumzision auch von Frauen durchgeführt werden (dies ist in Ländern wie in Malaysia und Indonesien keine Seltenheit). Der Zeitpunkt, wann beschnitten wird, ist abhängig von Region und Kultur und variiert stark. Während in der Türkei oft im Kindesalter (4–12 Jahre) beschnitten wird, werden Jungen in arabischen Staaten oft kurz nach der Geburt beschnitten. Allgemein gilt, dass der Junge ab dem siebten Lebenstag bis spätestens zum Eintritt in die Pubertät beschnitten sein muss. Die Verpflichtung für die Einhaltung der religiösen Gesetze beginnt mit der Geschlechtsreife, danach gilt man religiös als erwachsen. Bei Jungen sind körperliche Veränderungen wie beispielsweise die erste Ejakulation oder das Wachsen der Schambehaarung der Eintritt in die religiöse Mündigkeit. Da dies von Mensch zu Mensch unterschiedlich sein kann, wurde das Alter von 15 Jahren als letztes Alter für die Durchführung festgelegt. Bei nicht beschnittenen Konvertiten wird die Beschneidung spätestens ab der Erreichung der Pubertät bzw. ab jedem Alter nach der Konvertierung zur Verpflichtung. Es ist geboten, dies zeitnah durchführen zu lassen. In welchem Stil beschnitten wird, ist ebenfalls nicht vorgeschrieben, zumeist werden die Stile „high and tight“ und „low and tight“ angewendet.

### Europa
In Europa praktizieren alle muslimischen Gruppen (autochtone wie auch durch Zuwanderung eingewanderte muslimische Bevölkerungsgruppen) die Beschneidung von Jungen.
Europäische Muslime sind vor allem auf der Balkanhalbinsel wie auch in einige Teilen Osteuropas seit Jahrhunderten heimisch.
Balkan:

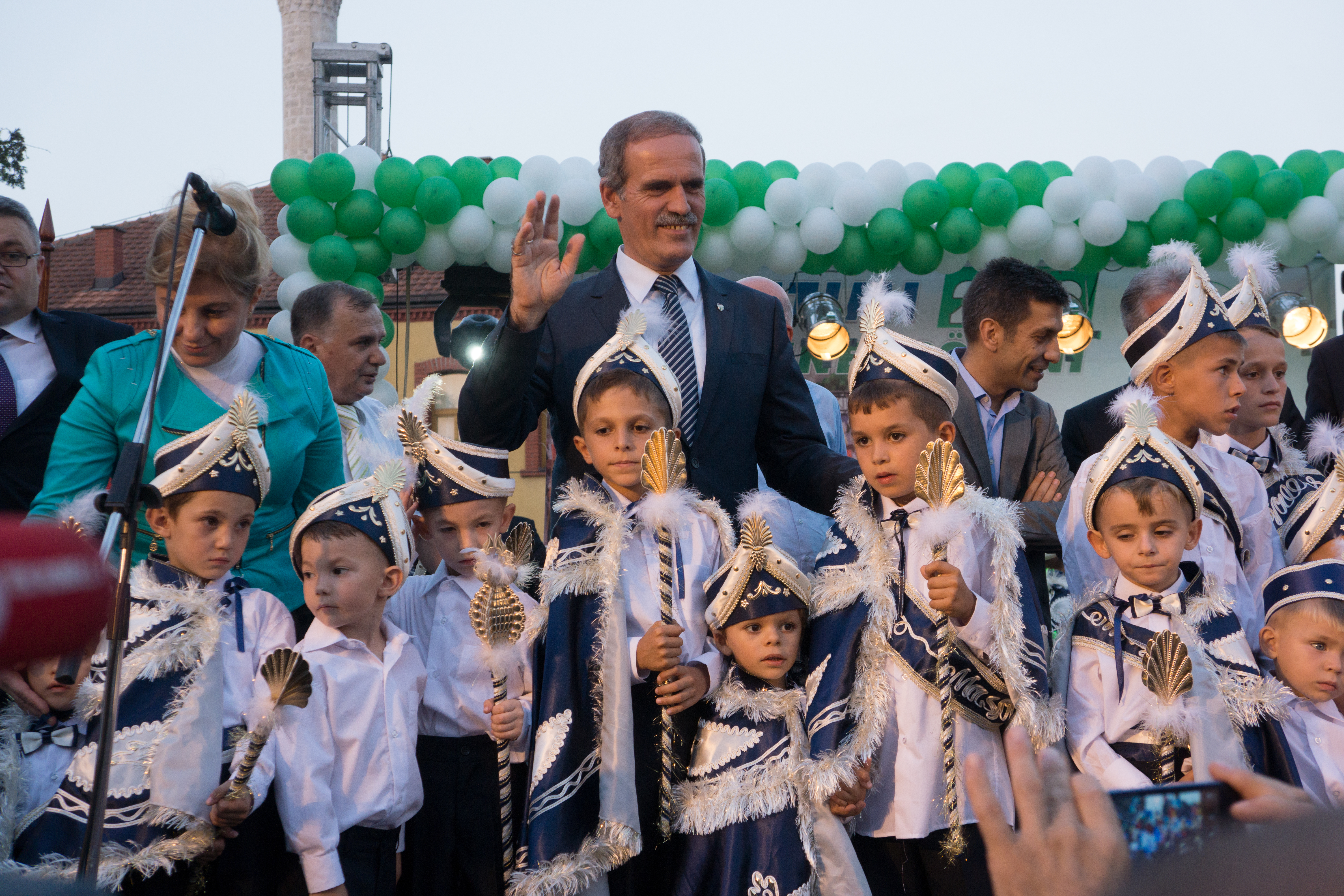
Kinder mit türkischem Beschneidungskostüm bei einer Beschneidungsfeier in Skopje, Nordmazedonien

1. Albaner und Kosovaren bzw. Kosovo-Albaner in Albanien, Kosovo und Nordmazedonien
2. Bosniaken in Bosnien und Herzegowina
3. Çamen in Albanien und Griechenland
4. Dobrudschatataren in Bulgarien und Rumänien
5. Goranen in Albanien, Kosovo und Nordmazedonien
6. Griechische Muslime in Westthrakien (Griechenland)
7. Pomaken in Bulgarien
8. Slawische Muslime oder ethnische Muslime im Sandžak
9. Torbeschen in Nordmazedonien
10. Türken und Zyperntürken am Balkan, in der Türkei, Nordzypern und in der Diaspora
11. Muslimische Roma (Xoraxane-Roma) in fast allen Balkanstaaten oder in der Diaspora

Nordeuropa:
1. Finnland-Tataren in Finnland

Osteuropa:
1. Baschkiren in Baschkortostan (Russland)
2. Krimtataren auf der Halbinsel Krim (Ukraine / Russland)
3. Lipka-Tataren im Baltikum (Litauen) und Polen und Weißrussland
4. Tataren in Tatarstan (Russland)

### Nordafrika und Orient

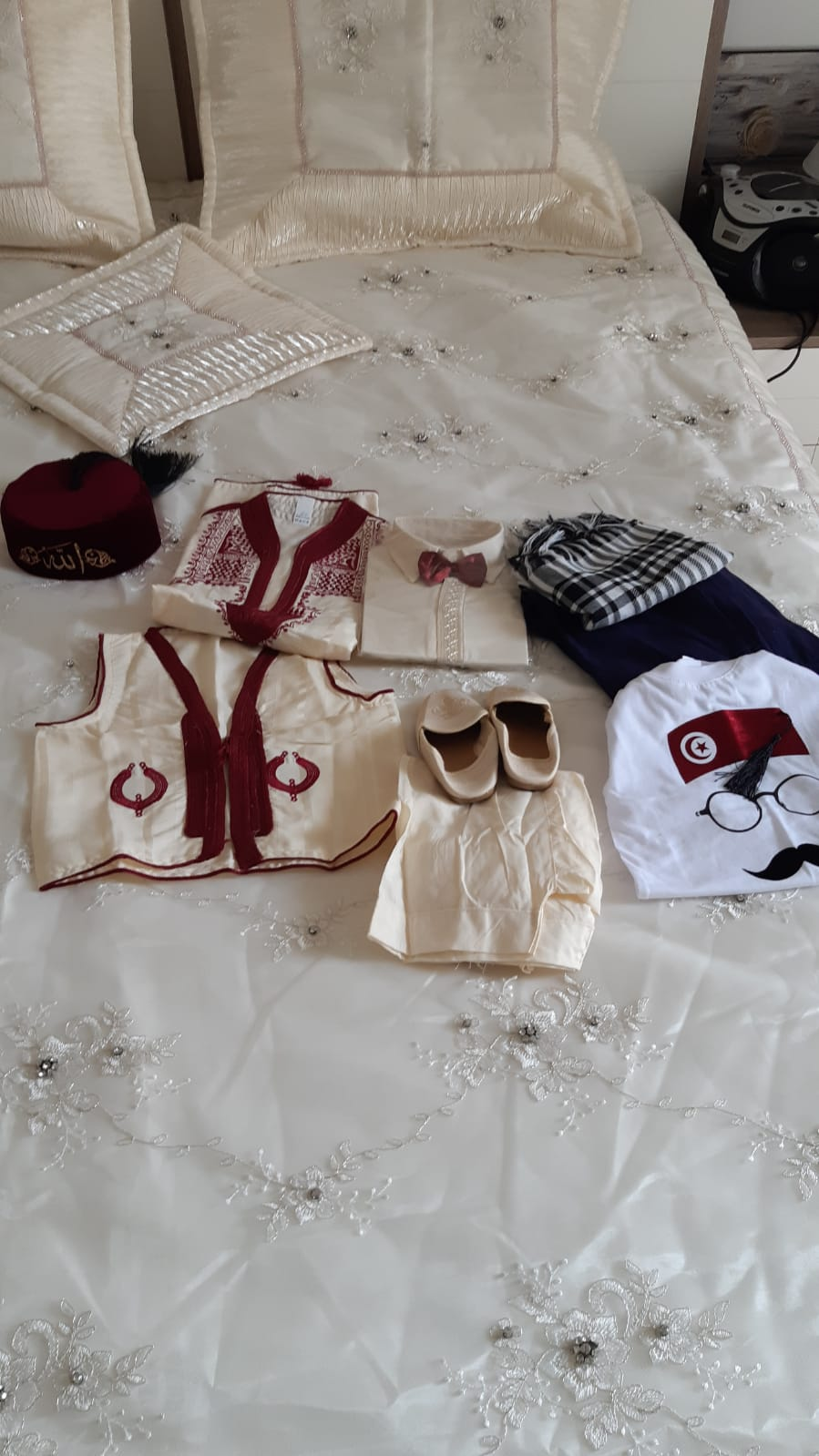
Typisches Beschneidungskostüm für Jungen im tunesischen Stil (2023).

In der Türkei wird zu diesem Anlass meist groß gefeiert, dies wird auch häufig als „Hochzeitsfeier“ betitelt. Aufwändig hergestellte Beschneidungskostüme (Sünnet Kıyafetleri) werden meist mit Hemden, Stoffhosen und bestickten Westen getragen. Zudem können je nach Wunsch noch Kopfbedeckungen, Krawatten und lange Umhänge hinzukommen. Ein Zepter oder ein Dolch symbolisiert, dass der Junge an diesem Tag als Prinz gefeiert wird. Ähnlich können solche Feiern im Maghreb zelebriert werden.
In der Türkei ist die männliche Beschneidung weiterhin eng mit religiösen Pflichten und der Konstruktion von Männlichkeit verbunden, doch einige muslimische Männer lehnen dieses Ritual heute ab.

### Ostasien

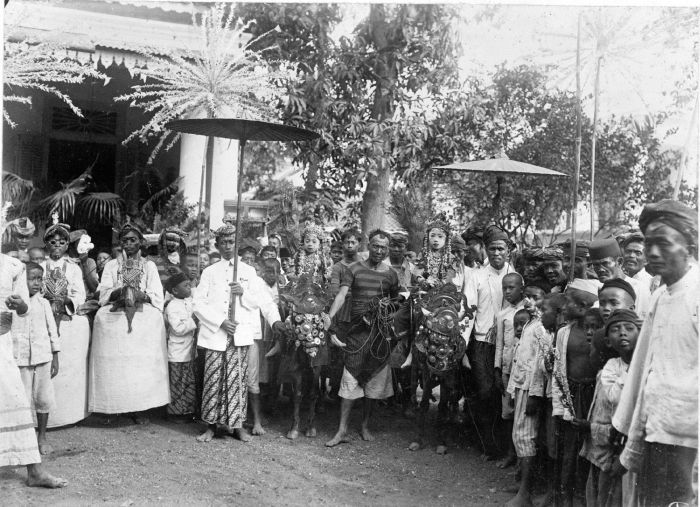
Eine traditionelle Beschneidungsfeier (Sunat) eines Knaben. Niederländisch-Indien (heute Indonesien, zirka 1915–1918).

In einigen Ländern Südostasiens wie zum Beispiel in Indonesien, Malaysia und auf den Philippinen ist es durchaus üblich, die Beschneidungszeremonie als Massenereignis zu begehen. Es ist keine Seltenheit, dass mehrere Jungen zur selben Zeit in einer großen Halle beschnitten werden. Die Philippinen gehören mit Südkorea zu Staaten in Südostasien bzw. Ostasien mit geringem Anteil an Muslimen, die jedoch eine Beschneidungsrate von über 80 – 90 % aufweisen. Auf den Philippinen wird dies als Pagtutuli oder Tuli bezeichnet. Obwohl die überwiegende Mehrheit der Philippiner römisch-katholische Christen sind, werden grundsätzlich alle Jungen (egal welcher Religionszugehörigkeit) beschnitten. Meist erfolgt dies im Schulalter (während der Sommerferien) zwischen 6 und 10 Jahren.
Historiker nehmen an, dass die Praxis der Beschneidung auf den Philippinen auf den Islam zurückzuführen ist. Der Islam erreichte die südlichen Regionen der Philippinen ab Ende des 14. Jahrhunderts und breitete sich bis zum 16. Jahrhundert auf den ganzen Archipel aus.

## Techniken und Methoden
Es herrscht eine Vielzahl an verschiedenen Methoden vor, mit der man diese Operation durchführen kann. Beispiele hierfür sind die Freihandtechnik, die Verwendung von Klemmen wie der Mogen-Klemme oder Gomco-Klemme wie auch die Zangentechnik, weiters die Plastibell-Methode (eine Art Glocke aus Plastik wird über die Eichel geschoben, die darüber liegende Vorhaut wird mit einem Faden abgetrennt). Ebenfalls kann die Vorhaut mit Laser entfernt werden.

## Andere Bezeichnungen
- Albanisch: Synet
- Bosnisch: Sunet
- Indonesisch: Sunat
- Malaiisch: Khatan
- Persisch: Chätnesorän ختنه سوران
- Tagalog: Tuli, Pagtutuli, Pagsusunat
- Türkisch: Sünnet